# Harriet Kirkwood
Pour les articles homonymes, voir Kirkwood.
Grace Harriet Sara Kirkwood, née Jameson le 28 septembre 1880 à Sutton (Irlande) et mort le 20 juin 1953, est une artiste irlandaise, connue pour ses paysages et ses natures mortes,,.

## Biographie
Harriet Kirkwood est née à Sutton, à Dublin. Ses parents sont Andrew Jameson, président et directeur général de John Jameson & Son, et Grace Elizabeth Anna Maria (née Burke). Elle est la deuxième enfant de trois filles. Elle étudie avec Marie Manning, puis au Metropolitan School of Art de Dublin de 1908 à 1909. Le 4 mars 1910, elle épouse le major Thomas William Kirkwood. Il est favorable aux activités artistiques de sa femme et les encourage. Ils vécurent pendant une courte période en Russie en 1913, où elle prend des leçons de peinture auprès d'Ilia Machkov à Moscou. À leur retour à Dublin, elle s'inscrit de nouveau au Metropolitan School of Art et assiste aux cours de la Slade School of Fine Art à Londres à partir de 1919 à 1920,.
Sa famille, les Jamesons, étaient de bons amis et mécènes de la famille Yeats. John Butler Yeats peint de nombreux portraits des Jamesons et il l'encourage à peindre. Kirkwood a continué l'amitié avec les Butlers et a invité un certain nombre des plus célèbres artistes de l'époque de sa maison à Collinstown Parc, Clondalkin. Elle est amie proche avec Mainie Jellett et Evie Hone. En suivant leur exemple, elle se rendit à Paris pour étudier avec André Lhote. Elle a été l'un des six artistes qui ont étudié avec Lhote a exposé au Contemporary Pictures Gallery au 133 Lower Baggot Street, à Dublin.
À partir de 1922, Kirkwood a été un membre actif de la Society of Dublin Painters. Elle expose ses premières peintures avec eux en 1930 dont quelques paysages à leur galerie du 7 St Stephen's Green, à Dublin. En 1930, elle sert en tant que secrétaire et, en 1936, devient présidente de la société. En 1938, Seán T. O'Kelly ouvre une exposition de groupe à la galerie et fait l'éloge des membres pour la forme qu'ils offrent et pour leur indépendance de la tradition académique. Edward McGuire a été exposé au salon de cette année, et il avait pris de la peinture à Kirkwood la suggestion. Kirkwood a servi comme présidente de la Société jusqu'en 1948. Elle a été considérée comme une grande partisane des artistes, et a collecté l'art de ses contemporains irlandais.
Elle continue à exposer avec la société jusqu'en 1953. Elle est régulièrement à l'Irish Exhibition of Living Art à partir de 1943. En 1944 et 1945, elle expose à la Water Colour Society of Ireland. La Galerie nationale d'Irlande conserve deux de ses œuvres : Still-life with fruit and flowers (nature morte avec fruits et fleurs, 1940) et un portrait du docteur George Furlong. En 1966, son mari fait don d'une aquarelle au Trinity College de Dublin.
Kirkwood est morte à son domicile à Clondalkin le 20 juin 1953. Ses funérailles ont eu lieu a l'église Ardcarne church, Boyle, comté de Roscommon.